# Siad Hersi
Abdullahi Mohamed Siad Hersi (* 1949 in Qardho; † 28. Mai 2025 in Nairobi, auch General Morgan genannt) war ein Kriegsherr (Warlord) im somalischen Bürgerkrieg. Er gehörte dem Clan der Majerteen-Darod an.
Siad Hersi wurde in Italien und den USA militärisch ausgebildet. Er wurde Schwiegersohn des autoritären Präsidenten Siad Barre, der dem Marehan-Darod-Clan aus Südwestsomalia entstammte. Unter diesem war er für Maßnahmen gegen die Rebellenbewegung SSDF seines eigenen Clans zuständig. Als Barres Verteidigungsminister bekämpfte er 1988 den Aufstand der SNM-Rebellen in Nordsomalia (Somaliland). Dabei soll er für diverse Verbrechen an der Zivilbevölkerung verantwortlich gewesen sein, was ihm den Beinamen „Schlächter von Hargeysa“ (butcher of Hargeysa) einbrachte.
1991 gelang verschiedenen Rebellenbewegungen die Entmachtung der Barre-Regierung. Zu dieser Zeit war Hersi der ranghöchste Militär im auseinanderbrechenden Somalia. Er kämpfte noch bis 1993 im Süden des Landes vergeblich für eine Rückkehr Barres. Hier gründete er aus dem Marehan-Clan und verbleibenden Einheiten der somalischen Armee die Somalische Nationalfront (SNF), die sich bald spaltete. Nach dem Abzug der US-amerikanischen und UNOSOM-Truppen gewann er 1995 die Kontrolle über die Hafenstadt Kismaayo, die er 1999 an eine mit dem Kriegsherrn Mohammed Farah Aidid verbündete SNF-Fraktion verlor, aber weiter belagerte. Aus seinen Anhängern bildete Hersi stattdessen die Somali Patriotic Movement-Harti (SPM), die im Bürgerkrieg verschiedene Allianzen gegen Aidid (z. B. mit Ali Mahdi Mohammed oder mit Abdullahi Yusuf Ahmed, dem Präsidenten des faktisch autonomen Puntland) sowie gegen die somalische Übergangsregierung geschlossen hat.
Hersi bekämpfte den von 2000 bis 2004 amtierenden Übergangspräsidenten Abdikassim Salat Hassan, mit dem er einst gemeinsam in der Regierung gesessen hatte. Hassan war bis 1991 letzter Innenminister und Vizepremier unter Barre gewesen. Auch Hassans Nachfolger Abdullahi Yusuf Ahmed hat er sich bisher nicht unterworfen.
Kommandierte Hersi 1991 noch 56.000 Soldaten der somalischen Armee, so stand das Land später unter der Kontrolle von 75.000 Milizionären, von denen wiederum nur rund 1000 Mann dem General folgten.